# Лаку-Бабей
Лаку-Бабей (рум. Lacu Babei) — село у повіті Васлуй в Румунії. Входить до складу комуни Богдана.
Село розташоване на відстані 265 км на північний схід від Бухареста, 12 км на південний захід від Васлуя, 63 км на південь від Ясс, 133 км на північ від Галаца.

## Населення
За даними перепису населення 2002 року у селі проживали 362 особи, усі — румуни. Усі жителі села рідною мовою назвали румунську.